# Martina Grimaldi
Martina Grimaldi (Bologna, 28 september 1988) is een Italiaanse zwemster. Ze vertegenwoordigde haar vaderland op de Olympische Zomerspelen 2008 in Peking en op de Olympische Zomerspelen 2012 in Londen.

## Carrière
Grimaldi nam in haar carrière vier keer deel aan de Europese kampioenschappen openwaterzwemmen. Haar beste resultaat was de Europese titel op de 10 kilometer in 2011, daarnaast behaalde ze een zilveren medaille op de 10 kilometer in 2008 en een bronzen medaille op de 25 kilometer in 2010.
De Italiaanse nam in haar carrière zes maal deel aan de wereldkampioenschappen openwaterzwemmen. In 2010 behaalde ze de wereldtitel op de 10 kilometer, daarnaast sleepte ze zilveren medaille in de wacht op de 10 kilometer in 2011 en een bronzen medaille op de 10 kilometer in 2009.
Tijdens de Olympische Zomerspelen van 2008 in Peking eindigde Grimaldi op de tiende plaats op de 10 kilometer, vier jaar later veroverde ze op diezelfde afstand de bronzen medaille.

## Internationale toernooien
| Jaar | Olympische Spelen | WK                              | EK                             |
| ---- | ----------------- | ------------------------------- | ------------------------------ |
| 2006 |                   | 8e 5 kilometer                  | 6e 5 kilometer                 |
| 2007 |                   | 16e 5 kilometer                 |                                |
| 2008 | 10e 10 kilometer  | 26e 10 kilometer                | 10 kilometer · 4e 25 kilometer |
| 2009 |                   | 10 kilometer · 7e 25 kilometer  |                                |
| 2010 |                   | 10 kilometer · DSQ 25 kilometer | 9e 10 kilometer · 25 kilometer |
| 2011 |                   | 10 kilometer · 5e 25 kilometer  | 10 kilometer                   |
| 2012 | 10 kilometer      |                                 |                                |

## Persoonlijke records
Bijgewerkt tot en met 7 maart 2012

### Kortebaan
| Afstand          | Tijd     | Datum            | Plaats   |
| ---------------- | -------- | ---------------- | -------- |
| 800m vrije slag  | 08.35,32 | 18 december 2011 | Riccione |
| 1500m vrije slag | 16.18,80 | 4 december 2011  | Bologna  |

### Langebaan
| Afstand          | Tijd     | Datum        | Plaats   |
| ---------------- | -------- | ------------ | -------- |
| 800m vrije slag  | 08.43,76 | 19 juli 2008 | Treviso  |
| 1500m vrije slag | 16.27,77 | 7 maart 2012 | Riccione |